# Ekonomiska klubben
Ekonomiska klubben var ett svenskt radioprogram om nationalekonomiska frågor som sändes i P1 från 1972 till 2003. Programmet hade ingen programledare. I stället fungerade journalisten Bo Sigheden som klubbens ordförande.